# Asediul Zaragozei (1809)
Bătălia de la Zaragoza (Saragosa) a reprezentat al doilea asediu al acestui oraș de către trupele franceze, după ce primul eșuase în iunie 1808. Asediul a inclus mai multe serii de asalturi, bombardamente și chiar incendierea orașului, operațiunile finale fiind dirijate de mareșalul Lannes. După o rezistență dârză și îndelungată condusă de generalul spaniol Palafox y Melzi, trupele spaniole și civilii implicați au fost forțați să se predea în 20 februarie 1809.